# Synallaxis cinnamomea
Synallaxis cinnamomea е вид птица от семейство Furnariidae.

## Разпространение
Видът е разпространен във Венецуела, Колумбия и Тринидад и Тобаго.